# Pętla (film 2020)
Pętla – polski film fabularny z 2020 roku, w reżyserii Patryka Vegi i z Antonim Królikowskim w głównej roli. Równolegle z filmem powstał czteroodcinkowy miniserial stworzony dla telewizji Canal+. Premiera serialu w stacji Canal+ odbyła się 12 i 19 grudnia o godzinie 23:00. Oglądanie serialu dozwolone od 18 roku życia.

## Obsada
| Aktor               | Rola                       |
| ------------------- | -------------------------- |
| Antoni Królikowski  | Daniel Śnieżek             |
| Katarzyna Warnke    | prokurator Alicja Konarska |
| Piotr Stramowski    | Dawid „Cygan” Kostecki     |
| Arkadiusz Nader     | biskup                     |
| Krzysztof Bochenek  | Heniek                     |
| Tomasz Dedek        | Szkutnik                   |
| Rafał Cieszyński    | agent Marek                |
| Marcin Zacharzewski | Aleksiej „Alex” Rysicz     |
| Maciej Zacharzewski | Jewgienij „Żenia” Rysicz   |
| Monika Ambroziak    | Kasia                      |
| Dagmara Kaźmierska  | Ela Nowak                  |
| Henryk Talar        | ojciec Daniela Śnieżka     |
| Wiktor Korzeniowski | Adam                       |
| Filip Guźla         | „Anglik”                   |
| Elena Rutkowska     | Egia Woronin               |